# Volvo 400-serie
De Volvo 400-serie werd vanaf 1985 geïntroduceerd door Volvo als opvolger van de vooral in Nederland, Engeland en Frankrijk populaire 300-serie en bestaat uit de modellen 440, 460 en de 480. Die nummering is gebaseerd op de carrosserievariant: de 440 is een hatchback; de 460 een sedan en de 480 is een sportieve auto, geïnspireerd op de P1800.
De techniek van de nieuwe 400-serie werd voor het eerst getoond tijdens de introductie in 1985 van de 480. In tegenstelling tot de 300-serie, die oorspronkelijk door DAF ontwikkeld was, is de 400-serie ontwikkeld met dwarsgeplaatste motor en voorwielaandrijving. De hele 400-serie werd gebouwd in de Volvo Car-fabriek (later NedCar) in het Limburgse Born.

## Volvo 440

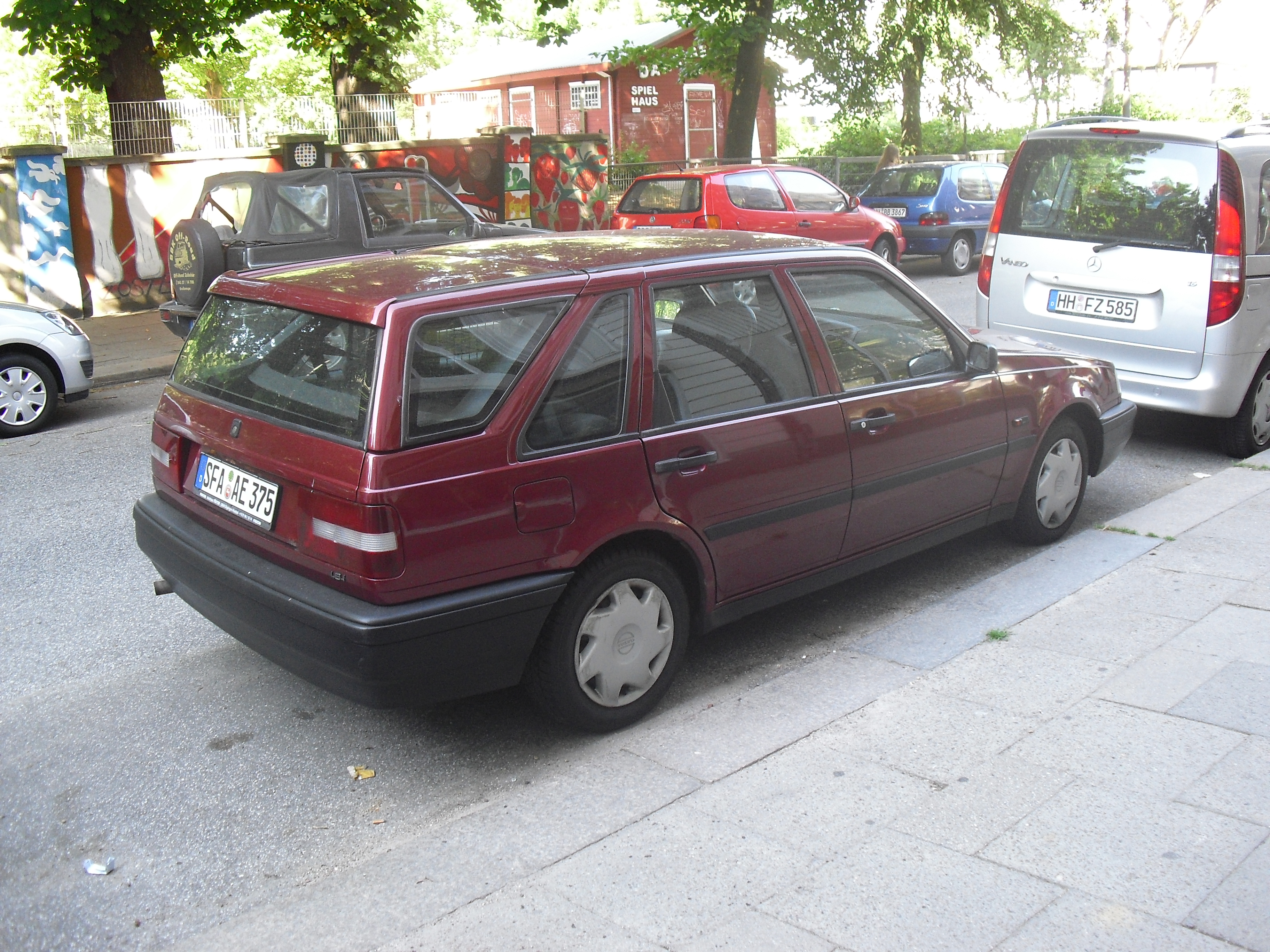
Volvo 440 met "stationwagen"-achterklep, gemaakt door Toncar

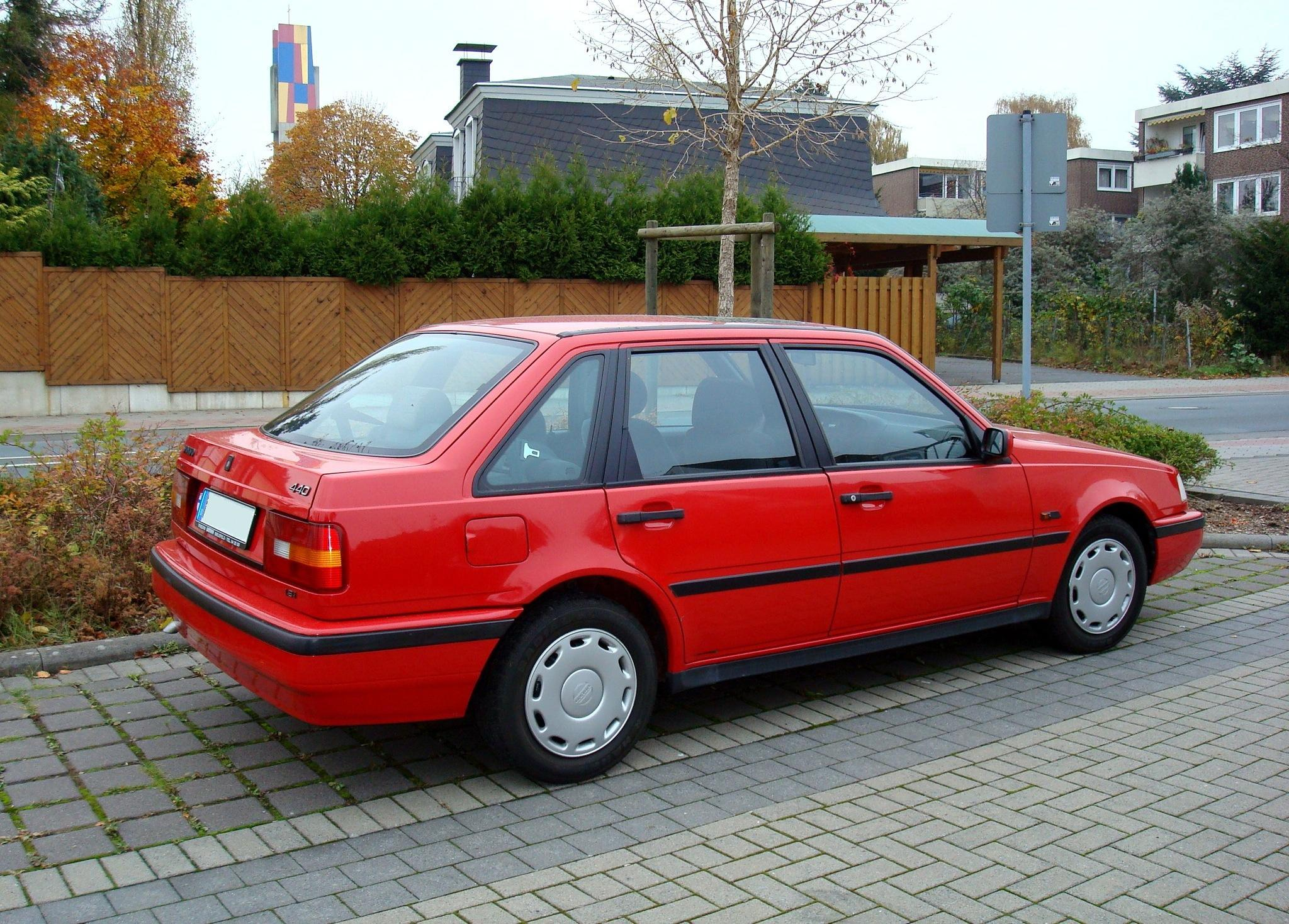
Volvo 440 na facelift

De Volvo 440 werd geïntroduceerd in 1987 en is een vijfdeurs hatchback. Met de opkomst van de leaseauto eind jaren 80 was de 440 een populair model. Er is nooit een officiële stationwagen-versie van de 440 verschenen.  Wel is door Toncar een speciale achterklep op de markt gebracht, waardoor de auto toch een stationwagenuiterlijk en -ruimtewinst kon krijgen. Deze ontwikkeling werd echter door Volvo actief bestreden. Het front van de 440 wordt gekenmerkt door de zogenoemde 'blokjesgrille', een zwarte grille van geblokt vormgegeven kunststof. Een stijltjesgrille komt ook voor bij het pre-faceliftmodel. Het facelift model is er alleen met stijltjesgrille.

## Volvo 460

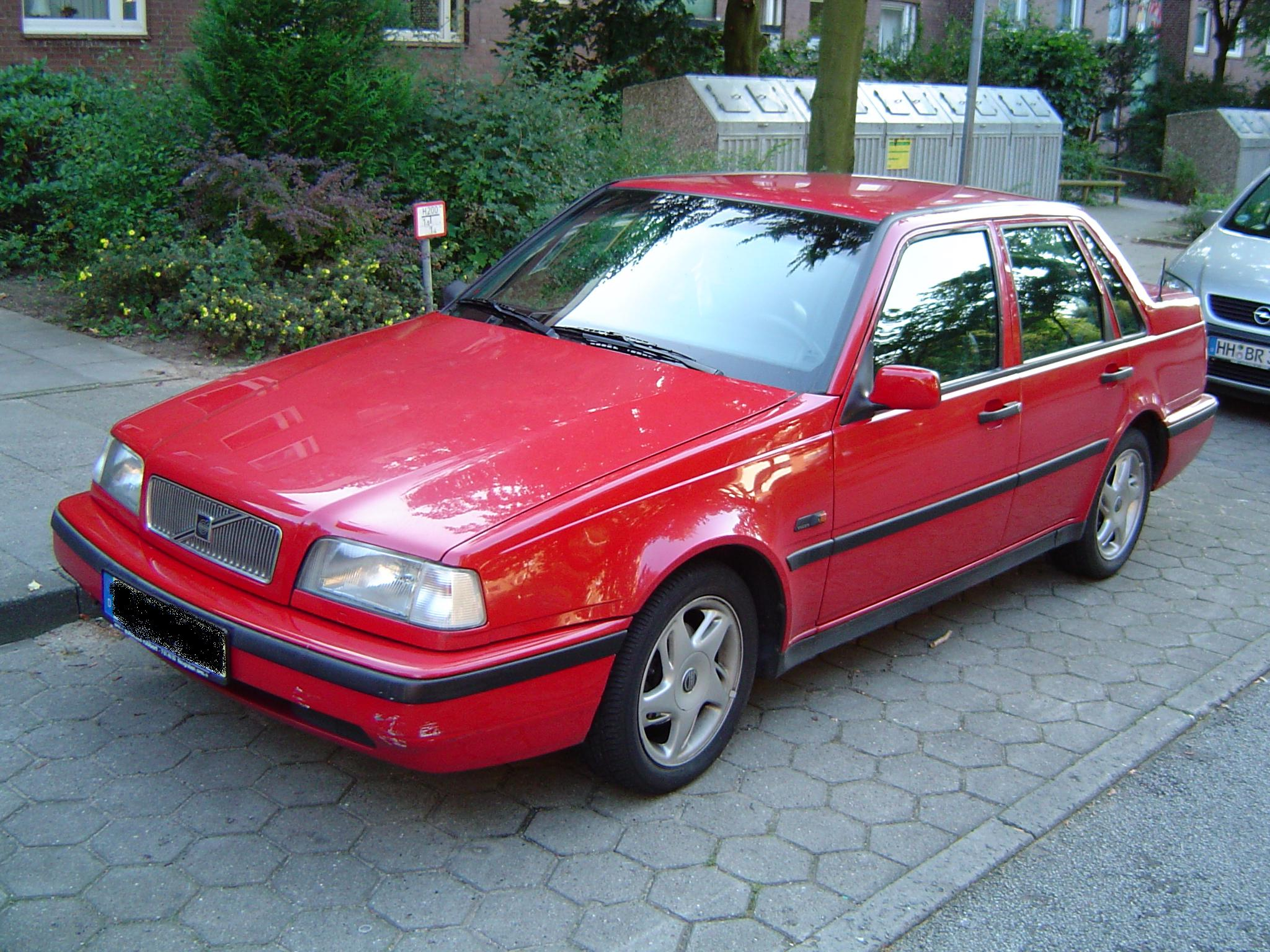
Volvo 460 na facelift

De Volvo 460 werd geïntroduceerd in 1989 en was een vierdeurs sedan met een iets ander front dan de 440: een zogenoemde 'spijltjesgrille' van verchroomd kunststof. De auto was door de andere carrosserie 9 cm langer dan de 440.

## Techniek
De 400-serie is voortgekomen uit de samenwerking tussen Renault en Volvo. Oorspronkelijk is de 400-serie op de Renault 9 gemodelleerd, Volvo had nog geen ervaring met voorwielaandrijving en dwarsgeplaatste motoren. De motorblokken en versnellingsbakken waren afkomstig van Renault, terwijl ook delen van de auto door Renault zijn geproduceerd. De ontwikkeling van de achterwielophanging is door Volvo uitbesteed aan Lotus Cars in Engeland.
Bij de introductie van de 480 (modeljaar 1986) verscheen de B18E, een nieuw ontwikkelde injectiemotor met een cilinderinhoud van 1721 cc, die in minder krachtige vorm ook werd geïntroduceerd in de 300-serie. Door Porsche werd in opdracht van Volvo een turboversie (B18FT), gebaseerd op de multipoint-injectiemotor B18F ontwikkeld. Uitsluitend voor de 440/460 is korte tijd een carburateurversie (B18K) en daarna een singlepoint-injectiemotor (B18U, introductie 1991) leverbaar geweest. Ook verschenen later een 2.0 (B20U/F)- en een 1.6 liter-versie (B16F) van de B18-motoren. Vanaf medio 1993 (modeljaar 1994) werd tot slot een 1.9 turbo-dieselmotor (D19T) leverbaar voor, ook afkomstig van Renault.
Op de 400-serie was in eerste instantie een viertrapsautomaat van ZF (ZF4HP14Q) leverbaar. Met de introductie van de B18U in 1991 kwam daar een Duwband-CVT (doorontwikkeling van de Variomatic) bij. Deze "High-Tech Automaat" werd uitsluitend geleverd voor dit motortype.

## Phase II
Met ingang van modeljaar (MY) 1994 (leverbaar vanaf medio 1993) volgde een facelift (phase II) waarbij de voornaamste wijzigingen waren:
- de grille was geen los element meer tussen bumper en motorkap maar werd geïntegreerd in de motorkap (gebaseerd op de neus van de 850)
- de koplampen werden afgerond om deze nieuwe neus mogelijk te maken
- de bumpers werden gewijzigd en in kleur gespoten
- gewijzigde achterlichten
- verbeterde zijdelingse bescherming bij ongevallen (SIPS)
- standaard stuurbekrachtiging
- de bekleding van de stoelen werd gewijzigd
- de bediening van de elektrische ramen werd verplaatst van de tunnelconsole naar de portieren
- de kachelbediening werd gewijzigd
- verder nog kleine wijzigingen in bijvoorbeeld de klep van het dashboardkastje en de positie van het Volvo-logo op het stuur.

## Uitfasering
In 1995 werd de S4 geïntroduceerd (later gewijzigd in S40) waarmee het einde kwam voor de 400-serie. Uiteindelijk kwam er in september 1996 een einde aan de 440 en 460-serie toen ze werden opgevolgd door de S40 (sedan) en V40 (stationwagen). De laatste 400's zijn geleverd begin 1997.
Huidige modellen:
EC40 · 
EX30 · 
S60-V60 · 
S90-V90 · 
XC40 · 
XC60 · 
XC90 · 
EX90
Modellen geïntroduceerd na 1965:
100-serie · 
164 · 
200-serie · 
262C · 
66 ·
300-serie · 
400-serie ·
480 ·
700-serie · 
850 · 
900-serie · 
C30 · 
C70 · 
S40 · 
S70 · 
S80 · 
V40 ·
V40 Classic ·
V50 · 
V70-XC70
Modellen geïntroduceerd voor 1965:
ÖV4 · 
PV4 · 
PV650-serie ·
TR670-serie ·
PV36 ·
PV800-serie ·
PV50-serie · 
PV444 ·
PV60 ·
Duett ·
P1900 ·
Amazon · 
PV544 ·
P1800
Conceptauto's:
Philip ·
VESC ·
ECC ·
YCC ·
ReCharge ·
Concept You